# Giovanni Farina (imprenditore)
Giovanni Farina (Cortanze, 1884 – Torino, 18 agosto 1957) è stato un imprenditore italiano.

## Biografia
Giovanni Farina, fratello di Battista Farina (fondatore della Pininfarina), nacque nel 1884 a Cortanze, in provincia di Asti, ma trascorse la giovinezza a Torino dove imparò il mestiere di carrozziere presso un'officina locale. Sposato con Maria Nasi, ebbe tre figli: Giuseppe detto Nino, futuro Campione mondiale di Formula 1, Attilio ed Elda. Nel 1906 fondò la Società Anonima Stabilimenti Industriali Giovanni Farina, che diresse fino agli anni quaranta, quando passò l'attività ai figli. Appassionato di corse automobilistiche, era solito frequentare i piloti dell'epoca, nel 1930 partecipò alla Aosta-Gran San Bernardo con un'Alfa Romeo 6C 1750 classificandosi al sesto posto assoluto e quarto di classe. Morì il 18 agosto 1957.